# CI Korpus Armijny (III Rzesza)
CI Korpus Armijny (niem. CI. Armeekorps) – jeden z niemieckich korpusów armijnych, z okresu II wojny światowej. 
Utworzony w lutym 1945 jako Sztab Korpusu Berlin, jeszcze w tym miesiącu przekształcony w CI Korpus Armijny. Podlegał 9 Armii z Grupy Armii Wisła. Walczył przeciw Armii Czerwonej na linii Odry, pod Kostrzynem.

## Dowódcy korpusu
- generał artylerii Wilhelm Berlin
- generał porucznik Friedrich Sixt

## Struktura organizacyjna
Skład w lutym 1945
- Grupa Bojowa 25 Dywizji Grenadierów Pancernych
- Dywizja Piechoty Döberitz
- 606 Dywizja do Zadań Specjalnych

Skład w marcu 1945
- Dywizja Piechoty Berlin
- Dywizja Piechoty Döberitz
- 606 Dywizja do Zadań Specjalnych

Skład 16 kwietnia 1945
- Dywizja Piechoty Berlin
- 5 Lekka Dywizja Piechoty
- 309 Dywizja Piechoty
- 606 Dywizja do Zadań Specjalnych